# Masacre de San Miguel Totolapan
La Masacre de San Miguel Totolapan fue un asesinato en masa cometido el 5 de octubre de 2022 en el municipio mexicano de San Miguel Totolapan, Guerrero. En la masacre fallecieron 20 personas, incluido el presidente municipal de la localidad, Conrado Mendoza Almeida, en una serie de tiroteos coordinados y atribuidos al grupo criminal «Los Tequileros», asociado al Cártel de Jalisco Nueva Generación.

## Antecedentes
El municipio de San Miguel Totolapan se ubica en la región de Tierra Caliente del Estado de Guerrero. La zona es conocida por su importancia en la producción y tráfico de drogas dentro de México. El municipio había estado bajo el control del grupo criminal «Los Tequileros» hasta 2017, cuando la zona pasó a estar bajo la influencia del cártel La Familia Michoacana. En 2020 «Los Tequileros» anunciaron públicamente su asociación con el Cártel de Jalisco Nueva Generación. Horas antes del ataque, «Los Tequileros» publicaron un video en que se atribuían la muerte del director de Desarrollo Rural del municipio, ocurrida el 3 de octubre en un presunto accidente carretero. El video venía con el mensaje «Pensaban que no íbamos a volver».

## Desarrollo
Cerca de las 2 de la tarde del miércoles 5 de octubre de 2022 se presentaron varios grupos de personas armadas en diversas partes de la localidad de San Miguel Totolapan. En simultáneo fueron bloqueadas las carreteras de acceso al municipio mediante el uso de camiones. El primer ataque ocurrió en un domicilio particular, en donde el presidente municipal, Conrado Mendoza Almeida, mantenía una reunión con varios invitados. Todos los presentes fueron asesinados, incluido el alcalde y su padre, Juan Mendoza Acosta, quién también había sido presidente municipal de la misma localidad. Otros fallecidos fueron Fredi Martínez Suazo, director de Seguridad Pública del municipio; Roberto Mata Marcial, consejero del alcalde; Samuel García y José Antolin Calvo Caballero, escoltas del presidente municipal; Génesis Araujo Marcos, administrador de la Jurisdicción Sanitaria 01; un ciudadano estadounidense emparentado con el presidente municipal y dos de las personas que habitaban en el domicilio atacado.
En paralelo se desarrolló un segundo ataque en contra del Palacio municipal de la localidad. En él fallecieron siete policías y un transeúnte que se encontraba en el lugar al momento en que inició la agresión. También se reportaron disparos en contra de casas y personas en distintas partes de la localidad.